# Defensa siciliana
La defensa siciliana, o simplement la siciliana, és una obertura d'escacs que resulta després de les jugades inicials 1.e4 c5. Com que les blanques obren el joc amb el peó de rei i les negres no contesten amb la mateixa jugada, es tracta d'una obertura semioberta.
La defensa siciliana (ECO B20-B99) és, potser, la que més possibilitats ofereix de guanyar contra 1.e4. Per descomptat, aquesta afirmació només té sentit entre els jugadors d'elit, però, gràcies a ells, els aficionats la consideren una gran defensa. Es tracta d'una de les defenses més estudiades, tot un «laberint» molt difícil de salvar, i molt enganyós. La defensa siciliana té moltes variants forçades que, si no es juguen amb precisió per part de qui les planteja, poden portar a la derrota.
La siciliana deu aquest nom al fet que al segle xviii Jacob Henry Sarratt divulgà que l'inventor de la defensa era el sicilià Pietro Carrera. Se la va considerar una defensa menor fins que Louis-Charles Mahé de la Bourdonnais la va emprar amb èxit en el seu matx contra Alexander McDonnell el 1834. El seu impuls definitiu el va obtenir dels grans campions de la segona meitat del segle xx.
Gaudeix d'un gran prestigi entre els jugadors de qualsevol nivell a causa del seu caràcter agressiu, a la flexibilitat de les posicions que atorga i, de manera significativa, al fet d'haver estat adoptada per diversos campions mundials. Les diferents modalitats d'aquesta defensa donen origen a heterogenis plans d'atac i contraatac; la defensa té un gran nombre de variants, anomenades en funció dels jugadors més famosos que l'han popularitzada, o fins i tot, dels llocs en què per primera vegada va aparèixer alguna idea relacionada. Trobem així la Najdorf, la Scheveningen, la Sveshnikov (o Pelikan), el Drac, i la Paulsen, entre d'altres.